# Te Ati Awa

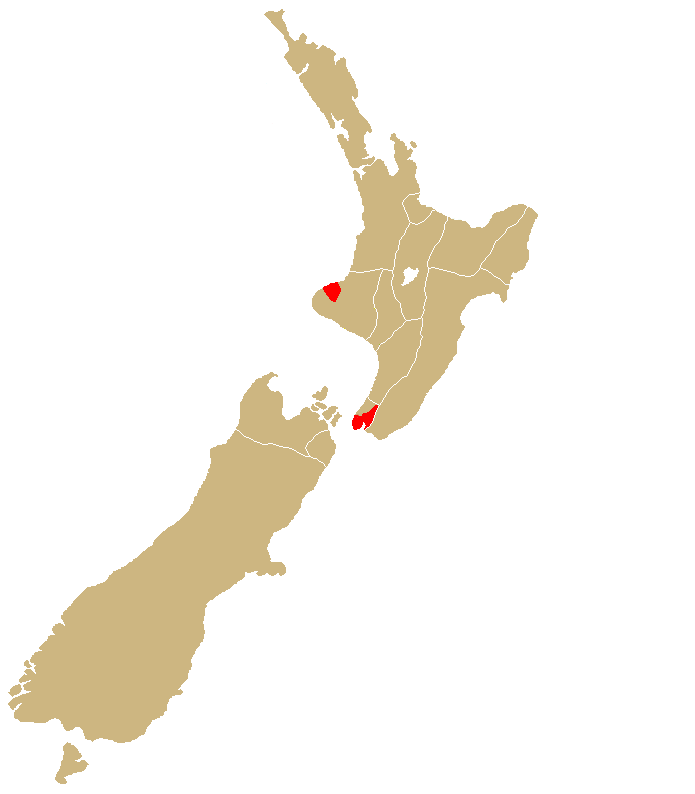
Les terres ancestrales Te Ati Awa (en rouge), en Nouvelle-Zélande.

Te Ati Awa, ou Te Āti Awa, est une tribu (iwi) maorie aujourd'hui scindée entre les régions de Taranaki et de Wellington. En 2013, la tribu compte quelque 20 900 membres, dont 4 200 résident dans le Taranaki et 4 800 à Wellington, les autres vivant en dehors de leurs terres tribales,.

## Histoire

### Avant la colonisation
Les légendes relatent que les Te Ati Awa sont les descendants d'Awanuiarangi, fils d'une mère humaine (Rongoueroa) et d'un esprit venu des cieux (Tamarau-te-heketanga-a-rangi). Les descendants d'Awanuiarangi auraient résidé initialement dans la région de Northland (Te Tai-tokerau, en maori), avant que certains ne migrent pour s'établir le long de la côte du Taranaki, devenant les Te Ati Awa. Ils y cultivent les plaines fertiles sur plusieurs kilomètres. Dans les années 1810 toutefois, ils subissent les assauts de la tribu Waikato. En 1819, les Te Ati Awa et d'autres se joignent aux expéditions militaires de la tribu Ngapuhi qui, lourdement armée de mousquets, envahit temporairement une grande partie de l'île du Nord. Ce sont les guerres des mousquets. En 1822, les Te Ati Awa infligent une défaite majeure aux Waikato lors de la bataille de Motunui,.
Les actes de rétribution menés par les Waikato contraignent toutefois une partie des Te Ati Awa à migrer vers le sud durant les années 1820. Puis, en décembre 1831, les Waikato et les Ngati Maniapoto envahissent la région du Taranaki. Il se saisissent du pa (village fortifié) de Pukerangiora, massacrant les Te Ati Awa qui s'y trouvent, puis attaquent le pa d'Otaka. Les Te Ati Awa y repoussent l'assaut, aidés par les baleiniers européens John Love et Dicky Barrett qui leur fournissent des caronades. Un nombre considérable de Te Ati Awa choisit toutefois en 1832 d'abandoner leurs terres pour échapper aux assauts futurs, et de rejoindre leurs proches plus aux sud. D'autres, emmenés par le chef Te Rangitake, les suivent en 1834. Une partie de la tribu s'établit ainsi  là où se trouve aujourd'hui la ville de Wellington, tandis que les autres demeurent dans le Taranaki,.
Les Te Ati Awa établis à Wellington font face aux menaces d'autres tribus établies dans cette région et désireuses d'étendre leurs terres. En octobre 1839, ils repoussent ainsi un assaut des Ngati Raukawa. Le mois précédent, le vaisseau Tory de la New Zealand Company atteint le Taranaki. Cette compagnie britannique vise à acheter autant de terres qu'elle le peut, pour organiser une colonisation privée de la Nouvelle-Zélande. Elle est accueillie par les Te Ati Awa, et notamment par leur chef Honiana Te Puni-kokopu, qui leur vend une surface considérable de terres dans le Taranaki, en échange d'armes à feu pour se défendre de tribus ennemies. Cette même année, la Compagnie achète également à la tribu des terres à Wellington. En 1840, plusieurs chefs des Te Ati Awa, dont Te Rangitake et Honiana Te Puni, sont parmi les signataires du traité de Waitangi, par lequel ils cèdent leur souveraineté à la Couronne britannique, permettant l'annexion de la Nouvelle-Zélande à l'Empire britannique,,.

### La saisie coloniale des terres
Un grand nombre de colons britanniques s'installent dans le Taranaki. La tribu prospère en accroissant sa production agricole (blé, fruits, animaux de ferme) pour le commerce avec les colons. Certains membres de la tribu établis à Wellington reviennent s'installer dans le Taranaki. Des tensions apparaissent toutefois entre différents hapu (sous-tribus), certains s'opposant à la vente de terres supplémentaires aux Britanniques. Parmi eux, Wiremu Kingi te Rangitake, qui dans les années 1850 encourage les autres membres de la tribu à conserver la possession de leurs terres. En 1859, le gouvernement colonial achète des terres dans le Taranaki auprès de Maoris qui affirment être autorisés à les vendre. Wiremu Kingi et ses partisans s'opposent physiquement à la venue des agents du gouvernement sur ces terres. En réponse, les autorités décrètent la loi martiale, et, en mars 1860, envahissent militairement la région. C'est la première guerre du Taranaki, qui s'inscrit dans les « guerres maories » entre colons et autochtones,.
Les Te Ati Awa résistent, mais sont vaincus par les forces armées britanniques, et se soumettent en avril 1861. La seconde guerre du Taranaki éclate en mai 1863 lorsque des Maoris attaquent des soldats britanniques dans la région. Durant l'année 1864, alors que le conflit se poursuit, les Britanniques bâtissent des fortifications sur les terres tribales, que les Maoris attaquent en vain. En 1865, les autorités ayant le contrôle de la région, le gouvernement néo-zélandais décrète la confiscation de l'ensemble des terres de la tribu dans le Taranaki, en punition pour leur résistance armée. Cette confiscation n'est pas rendue effective sur l'ensemble des terres et, dans les années 1870, les autorités achètent à la tribu des terres qui en principe leur avaient été confisquées,.

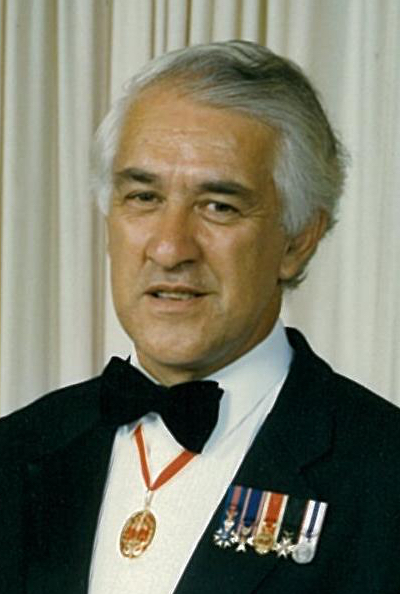
Sir Paul Reeves.

### LesXXeetXXIesiècles
Durant la fin du XIXe siècle, la très grande majorité des Te Ati Awa de la région de Wellington retournent dans le Taranaki. Dans les années 1930, la tribu obtient une compensation financière de la part du gouvernement pour la saisie abusive de leurs terres au XIXe siècle. Après la Seconde Guerre mondiale, de nombreux membres de la tribu migrent à nouveau du Taranaki vers Wellington, s'installant en ville à la recherche d'emplois,,.
En 1996, le tribunal de Waitangi reconnaît que le gouvernement a violé les droits fonciers des Te Ati Awa tels que reconnus et protégés par le traité de Waitangi. En août 2008, les Te Ati Awa de Wellington et d'autres tribus de la capitale signent un accord avec le gouvernement, qui leur restitue la propriété de terres publiques dans la capitale et leur verse conjointement une compensation de quelques NZ$ 25 millions. En août 2014, l'accord signé par le gouvernement avec les Te Ati Awa du Taranaki verse à ces derniers une compensation d'environ NZ$ 88 million,. 

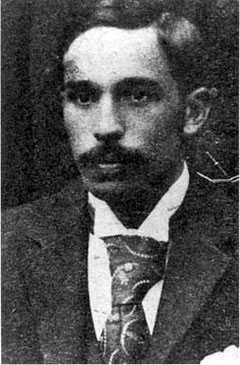
Thomas Ellison.

## Membres célèbres
Parmi les membres de la tribu ayant atteint une renommée nationale ou internationale, on compte :
- Wiremu Kingi (1795-1832), chef tribal
- Thomas Ellison (1867-1904), joueur de rugby et avocat, membre des All Blacks lors de leur première tournée à l'étranger en 1893
- Sir Paul Reeves (1932-2011), gouverneur général de Nouvelle-Zélande de 1985 à 1990, premier chef d'État maori qu'ait connu le pays
- Luke McAlister (1983- ), joueur de rugby des All Blacks
- Kayla McAlister (1988- ), joueuse de netball et de rugby à sept